# Eat Sleep Play
Eat Sleep Play était un studio américain de développement de jeu vidéo situé à Salt Lake City dans l'Utah. Il est fondé en 2007 par Scott Campbell, Gene D. Martin et David Jaffe, directeur des séries Twisted Metal et God of War. L’équipe est largement composée des membres originaux de chez SingleTrac, studio à l'origine des deux premiers Twisted Metal.

## Histoire
Dès ses débuts, le studio s'engage dans un partenariat d'exclusivité avec Sony, qui a pour clauses et avec comme choix: soit la sortie de 3 jeux, soit un développement de 3 ans avec pour finalité la sortie de leur premier jeu en 2010. La première production d'Eat Sleep Play est le portage de Twisted Metal: Head-On sorti préalablement sur PSP et renommé à l'occasion Twisted Metal Head-On: Extra Twisted Edition pour la version PlayStation 2. Le titre n'est pas lié au contrat avec Sony.
À la suite de son travail sur God of War, Jaffe exprime son désir de se concentrer sur des jeux plus personnels et à plus petite échelle. Lui et Scott Campbell dirigent alors le jeu Calling All Cars!, développé par Incognito Entertainment et destiné à la plateforme de distribution numérique, le PlayStation Store.
Durant l'E3 2010, David Jaffe annonce le nouveau Twisted Metal sur lequel son équipe travaille. Après plusieurs reports le jeu sort finalement le 21 mars 2012 exclusivement sur PlayStation 3. Peu avant la sortie du jeu, Jaffe fait part de son envie de quitter dans les mois à venir le studio, le temps nécessaire pour accompagner et soutenir la sortie de Twisted Metal.
Le partenariat avec Sony désormais terminé, et après quelques licenciements, le studio actuellement en reconversion vise dorénavant le marché des jeux sur iPhone et iPad.

## Jeux
| Titre                                         | Date de sortie | Plates-formes       |
| --------------------------------------------- | -------------- | ------------------- |
| Calling All Cars!                             | 10 mai 2007    | PlayStation 3 (PSN) |
| Twisted Metal: Head On: Extra Twisted Edition | 5 février 2008 | PlayStation 2       |
| Twisted Metal                                 | 21 mars 2012   | PlayStation 3       |